# Rosenheim
Rosenheim je německé město v Bavorsku. Leží 52 kilometrů jihovýchodně od Mnichova na soutoku řek Inn a Mangfall na hornobavorském úpatí Alp v nadmořské výšce 447 metrů; rozkládá se na ploše 37,2 km2. Ve městě žije přibližně 65 tisíc obyvatel.

## Správní členění
Rosenheim je sídlem zemského okresu (Landkreis) Rosenheim, avšak není jeho součástí – je jedním ze tří městských okresů správního obvodu Oberbayern čili Horní Bavorsko. (Městský okres čili kreisfreie Stadt nepatří do žádného ze zemských okresů, je jakousi obdobou našeho statutárního města.)

## Památky

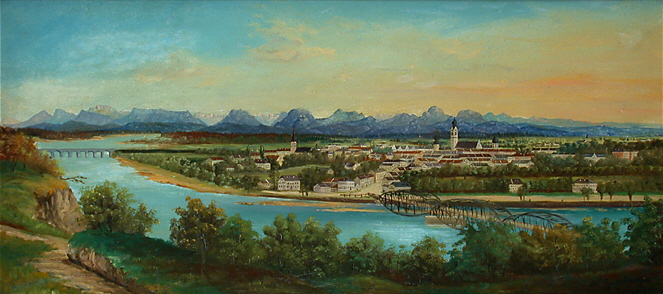
Rosenheim na vedutě z poloviny 19. století

- Zámek, přestavěný z hradu, s románskou kaplí, poprvé písemně zmíněn r. 1234
- Stadtkirche Hl. Nikolaus (Městský kostel sv. Mikuláše) - pozdně gotického založení, uvnitř cenná gotická desková malba tzv. Schutzmantelmadonna -Panna Marie Ochranitelka s prosebníky pod pláštěm
- Heilig.Geist-Kirche - (kostel sv. Ducha) - trojlodní bazilika gotického původu, přestavěna v době baroka, spolu s kostelem sv. Mikláše dominanta panoramatu města
- Loretánská kaple
- radnice - neogotická stavba

## Osobnosti
- Gertruda Grubrová-Goepfertová (také Gertruda Gruber-Goepfert) (1924-2014), exilová česká malířka, ilustrátorka a básnířka, půlstoletí žila a zemřela v Rosenheimu
- George Dzundza (*1845) americký herec

## Partnerská města
- Beerševa, Izrael, 1983
- Briançon, Francie, 1979
- Greiz, Německo, 1991
- Ichikawa, Japonsko, 2004
- Kufstein, Rakousko
- Lazise, Itálie, 1974